# Лебяжский район
Лебя́жский райо́н — административно-территориальная единица (район) на юге Кировской области России. В рамках организации местного самоуправления в границах района существует муниципальное образование Лебяжский муниципальный округ (с 2004 до 2021 гг. — муниципальный район).
Административный центр — посёлок городского типа Лебяжье.

## География
Площадь — 1336 км². Район граничат на севере с Нолинским, на востоке — с Уржумским, на западе с Советским районом Кировской области, на юге — с Республикой Марий Эл.
Основные реки — Вятка, Байса, Лаж, Лудянка, Лебёдка.

## История
Лебяжский район образован 29 июля 1929 года в составе Нолинского округа Нижегородского края. В его состав вошли сельские советы Лебяжской, Сердежской, Кокшинской волостей Уржумского уезда Вятской губернии. С 1934 года район — в составе Кировского края, а с 1936 года — в Кировской области.
30 сентября 1955 года к Лебяжскому району была присоединена часть территории упразднённого Буйского района.
14 августа 1959 года Лебяжский район был упразднен, его территория была передана Уржумскому и Советскому районам. 19 апреля 1965 года Лебяжский район с центром в селе Лебяжьем был восстановлен.

## Население
| 1939   | 1970    | 1979    | 1989    | 2002    | 2009    | 2010  | 2011  | 2012  |
| ------ | ------- | ------- | ------- | ------- | ------- | ----- | ----- | ----- |
| 41 682 | ↘17 230 | ↘13 409 | ↘12 603 | ↘11 176 | ↘10 076 | ↘8700 | ↘8650 | ↘8372 |
| 2013   | 2014    | 2015    | 2016    | 2017    | 2018    | 2019  | 2020  | 2021  |
| ↘8127  | ↘7856   | ↘7707   | ↘7529   | ↘7371   | ↘7133   | ↘6884 | ↘6680 | ↘5734 |

### Урбанизация
Городское население (рабочий посёлок Лебяжье) составляет  48,74 % от всего населения района (округа).

## Населённые пункты
В Лебяжском районе (муниципальном округе) 65 населённых пунктов, в том числе один городской (рабочий посёлок) и 64 сельских населённых пункта.
| №  | Населённый пункт   | Тип     | Население |
| -- | ------------------ | ------- | --------- |
| 1  | Лебяжье            | пгт     | ↘2795     |
| 2  | Большие Гари       | деревня | 6         |
| 3  | Большие Шоры       | деревня | 35        |
| 4  | Большой Сердеж     | деревня | 0         |
| 5  | Боровково          | село    | 48        |
| 6  | Васичи             | деревня | 114       |
| 7  | Верхняя Пузинерь   | деревня | 52        |
| 8  | Ветошкино          | село    | 415       |
| 9  | Вичур              | деревня | 0         |
| 10 | Вотское            | село    | 191       |
| 11 | Гаврюшата          | деревня | 74        |
| 12 | Гари               | деревня | 6         |
| 13 | Гурино             | хутор   | 2         |
| 14 | Елизарово          | деревня | 223       |
| 15 | Елькино            | деревня | 107       |
| 16 | Зайчики            | деревня | 1         |
| 17 | Золотавино         | деревня | 23        |
| 18 | Изиморка           | деревня | 304       |
| 19 | Индыгойка          | деревня | 274       |
| 20 | Кокорево           | деревня | 88        |
| 21 | Комлево            | деревня | 89        |
| 22 | Красное            | село    | 220       |
| 23 | Кругленки          | деревня | 5         |
| 24 | Кужнур             | деревня | 1         |
| 25 | Кузнецово          | село    | 303       |
| 26 | Лаж                | село    | 621       |
| 27 | Лазари             | деревня | 55        |
| 28 | Лоптино            | деревня | 15        |
| 29 | Лотовщина          | деревня | 31        |
| 30 | Малый Рын-Дудорово | деревня | 63        |
| 31 | Малый Рын-Мари     | деревня | 55        |
| 32 | Мальковщина        | деревня | 6         |
| 33 | Марамзино          | деревня | 5         |
| 34 | Мари-Байса         | деревня | 164       |
| 35 | Мелянда            | село    | 76        |
| 36 | Михеевщина         | деревня | 178       |
| 37 | Молченки           | деревня | 3         |
| 38 | Мошкино            | деревня | 14        |
| 39 | Мысы               | деревня | 27        |
| 40 | Нижняя Пузинерь    | деревня | 33        |
| 41 | Окольники          | деревня | 10        |
| 42 | Окунево            | посёлок | 393       |
| 43 | Палкино            | деревня | 0         |
| 44 | Пирогово           | деревня | 56        |
| 45 | Приверх            | деревня |           |
| 46 | Редькино           | деревня | 386       |
| 47 | Русская Байса      | деревня | 22        |
| 48 | Савино             | деревня | 0         |
| 49 | Сазаново           | деревня | 1         |
| 50 | Сауничи            | деревня | 6         |
| 51 | Синцово            | село    | 187       |
| 52 | Ситьмяна           | деревня | 23        |
| 53 | Слудка             | деревня | 5         |
| 54 | Смышляево          | деревня | 6         |
| 55 | Соль-Грязь         | деревня | 47        |
| 56 | Толстик            | деревня | 1         |
| 57 | Трифонята          | деревня | 4         |
| 58 | Фадеево            | деревня | 11        |
| 59 | Фомины             | деревня | 25        |
| 60 | Чистовражье        | деревня | 9         |
| 61 | Чупраки            | деревня | 38        |
| 62 | Шайтаны            | деревня | #Н/Д      |
| 63 | Шишкино            | деревня | 4         |
| 64 | Шои                | деревня | 17        |
| 65 | Якино              | деревня | 37        |

## Муниципальное устройство
В рамках организации местного самоуправления в границах района функционирует Лебяжский муниципальный округ (с 2004 до 2021 года — муниципальный район).
В конце 2004 года в образованном муниципальном районе были созданы 14 муниципальных образований, в том числе 1 городское и 13 сельских поселений (в границах сельских округов).
Законом Кировской области от 27 июля 2007 года были упразднены Елизаровское, Елькинское и Меляндинское сельские поселения (включены в Михеевское).
Законом Кировской области от 28 апреля 2012 года упразднён ряд сельских поселений: Индыгойское, Изиморское и Кузнецовское (включены в Лажское сельское поселение); Вотское, Окунёвское, Красноярское и Кокоревское сельские поселения (включены в Михеевское сельское поселение).
С 2012 до конца 2020 года муниципальный район включал 4 муниципальных образования, в том числе 1 городское и 3 сельских поселения:
1. Лебяжское городское поселение,
2. Ветошкинское сельское поселение,
3. Лажское сельское поселение,
4. Михеевское сельское поселение.

К январю 2021 года муниципальный район и все входившие в его состав городские и сельские поселения были упразднены и объединены в муниципальный округ. В административном районе упразднены сельские округа (в границах которых и существовали сельские поселения).

## Председатели райисполкома
С 1929 по 1991 годы в райисполкоме председательствовали:
| Ф. И. О.                                       | Время замещения должности    |
| ---------------------------------------------- | ---------------------------- |
| Чикаев Яков Михайлович                         | август 1929 – апрель 1930    |
| Щелчков Никонор Степанович                     | апрель – август 1930         |
| Наймушин Григорий Иванович                     | сентябрь 1930 – июль 1933    |
| Грачев Василий Григорьевич                     | июль 1933 – декабрь 1934     |
| Корюгин Александр Антонович                    | декабрь 1934 – октябрь 1935  |
| Ванеев Дмитрий Васильевич                      | октябрь 1935 – ноябрь 1939   |
| Губин Александр Гаврилович                     | декабрь 1939 – июль 1943     |
| Попов Александр Георгиевич — партийный деятель | сентябрь 1943 – январь 1949  |
| Тутунин Петр Иванович                          | май 1949 – август 1952       |
| Гуляев Александр Акимович                      | август 1952 – февраль 1953   |
| Непогодин Иван Иосифович                       | март 1953 – ноябрь 1959      |
| Бызова Юлия Васильевна                         | апрель 1965 – декабрь 1970   |
| Зенцов Евгений Иванович                        | декабрь 1970 – ноябрь 1979   |
| Халявин Михаил Семенович                       | ноябрь 1979 – август 1985    |
| Буяков Валерий Мартынович                      | сентябрь 1985 – октябрь 1987 |
| Бронников Владимир Алексеевич                  | ноябрь 1987 – декабрь 1991   |

## Достопримечательности
- Городище.

## Известные уроженцы
- Бронников, Михаил Максимович (1911—1983) — советский военный деятель, генерал-майор. Герой Советского Союза.
- Дудоров, Тимофей Дмитриевич (1906—1983) — советский военачальник, генерал-майор.
- Патрушев, Григорий Афанасьевич (1923—1985) — член-корреспондент АН СССР, директор ГосНИИОХТ (1978—1985).
- Окунев, Иван Васильевич — Герой Социалистического труда, Лауреат Государственной премии 3 степени, работал на Уралвагонзаводе им. Ф.Э.Дзержинского, 19 лет был директором завода.
- Наумов, Андрей Витальевич — член-корреспондент РАН, профессор РАН, физик, заведующий кафедрой физики Московского педагогического государственного университета.
- Кузнецов Леонид Ефимович (1943-2002) - действительный академик Академии медико-технических наук, профессор кафедры судебной экспертизы II ММИ им. Пирогова